# Поле Охеа (Порторико)
Поле Охеа (шп. Pole Ojea) град је у америчкој острвској територији Порторико, острвској држави Кариба.

## Демографија
По попису из 2010. године број становника је 1.695, што је 134 (-7,3%) становника мање него 2000. године.
| Група             | 2000.         | 2010.         |
| Белци             | 17 (0,9%)     | 12 (0,7%)     |
| Афроамериканци    | 36 (2,0%)     | 89 (5,3%)     |
| Азијати           | 0 (0,0%)      | 0 (0,0%)      |
| Хиспаноамериканци | 1.809 (98,9%) | 1.681 (99,2%) |
| Укупно            | 1.829         | 1.695         |